# Greenville (Wisconsin)
Greenville è un comune degli Stati Uniti, situato in Wisconsin, nella Contea di Outagamie.